# Blast Action Heroes
Blast Action Heroes ist das dritte Studioalbum der Hamburger Hip-Hop-Gruppe Beginner. Es erschien am 1. September 2003 über die Labels Buback und Universal Music. Am 18. Oktober 2004 wurde es als Version 2.0, inklusive Bonus-CD, wiederveröffentlicht.

## Produktion
Die Beats des Albums wurden von den Beginnern selbst produziert.

## Covergestaltung
Das Albumcover ist ein gemaltes Bild, das die drei Bandmitglieder in weißen Jogginganzügen zeigt. Sie halten ein Keyboard, eine Schallplatte und Mikrofone in den Händen. Links oben befinden sich Hochhäuser, die den Schriftzug Beginner formen. Darunter stehen in Schwarz die Schriftzüge Composed and Conducted by Beginner sowie Blast Action Heroes. Der Hintergrund ist weiß gehalten.

## Gastbeiträge
Auf zwei Liedern des Albums sind neben den Beginnern andere Künstler vertreten. So ist die Sängerin Nina Hagen auf dem Lied Wer bistn du? zu hören, während der Rapper Max Herre einen Gastauftritt bei God Is a Music hat.

## Titelliste
| #  | Titel                | Gastmusiker | Länge |
| -- | -------------------- | ----------- | ----- |
| 1  | Back in Town         |             | 3:38  |
| 2  | Wer bistn du?        | Nina Hagen  | 3:58  |
| 3  | Scheinwerfer         |             | 4:55  |
| 4  | Gustav Gans          |             | 3:38  |
| 5  | City Blues           |             | 5:27  |
| 6  | Schiss               |             | 4:15  |
| 7  | Stift her            |             | 4:36  |
| 8  | St. Anger            |             | 3:33  |
| 9  | Chili-Chil Bäng Bäng |             | 5:14  |
| 10 | Hör weg              |             | 4:07  |
| 11 | Fäule                |             | 3:59  |
| 12 | God Is a Music       | Max Herre   | 3:52  |
| 13 | Wunderschön          |             | 4:12  |
| 14 | Kake Is at the Dampf |             | 8:32  |

Bonus-Songs der Special-Edition:
| #  | Titel               | Gastmusiker | Länge |
| -- | ------------------- | ----------- | ----- |
| 15 | Nicht allein (live) |             | 4:26  |
| 16 | Back in Town (live) |             | 3:27  |

Bonus-CD der Version 2.0:
| # | Titel                 | Gastmusiker | Länge |
| - | --------------------- | ----------- | ----- |
| 1 | Derbste Band der Welt |             | 2:26  |
| 2 | Morgen Freeman        |             | 3:45  |
| 3 | Danke                 |             | 4:50  |
| 4 | Wer bistn du? (live)  | Nina Hagen  | 3:57  |
| 5 | Das Boot (live)       |             | 2:46  |
| 6 | City Blues (live)     |             | 4:31  |
| 7 | Nicht allein (live)   |             | 4:50  |
| 8 | Fäule (live)          |             | 4:26  |

## Chartplatzierungen und Singles
Blast Action Heroes stieg am 15. September 2003 auf Platz 1 in die deutschen Albumcharts ein und belegte in den folgenden Wochen die Ränge 5 und 10. Insgesamt hielt sich das Album zwölf Wochen in den Top 100. In Österreich erreichte der Tonträger Position 3 und konnte sich sechs Wochen in den Charts halten, während er in der Schweiz Platz 13 belegte und sich ebenfalls sechs Wochen in den Charts hielt. In den deutschen Jahrescharts 2003 belegte das Album Rang 80.
Als erste Single wurde am 10. Juni 2003 das Lied Fäule ausgekoppelt, das Rang 17 der deutschen Charts erreichte und sich neun Wochen in den Top 100 halten konnte. Als weitere Auskopplungen folgten die Songs Gustav Gans (DE #26, 9 Wo.) und Morgen Freeman (DE #47, 5 Wo.).
Im Jahr 2023 wurde das Album für mehr als 100.000 verkaufte Einheiten in Deutschland mit einer Goldenen Schallplatte ausgezeichnet.

## Rezeption
| Professionelle Bewertungen | Professionelle Bewertungen |
| -------------------------- | -------------------------- |
| Kritiken                   |                            |
| Quelle                     | Bewertung                  |
| laut.de                    | [ 6 ]                      |

Stefan Johannesberg von der Internetseite laut.de bewertete Blast Action Heroes mit vier von möglichen fünf Punkten. Er lobt das Album vor allem inhaltlich und bezeichnet es als „songstarke Gesellschafts- und Politikkritik“, „ohne dabei an Coolness und Style zu verlieren“. Lediglich raptechnisch kämen die Beginner nicht ganz an andere Szenegrößen wie Kool Savas, Curse oder Samy Deluxe heran.